# Kujbyszewe (rejon bakczysarajski)
Kujbyszewe (ukr. Куйбишеве, ros. Куйбишево, Kujbyszewo) – osiedle typu miejskiego na Ukrainie, w Autonomicznej Republice Krymu (de iure stanowiącej integralną część państwa ukraińskiego, w 2014 anektowanej przez Rosję i odtąd funkcjonującej jako Republika Krymu), w rejonie bakczysarajskim. W 2001 liczyło 2581 mieszkańców, wśród których 224 wskazało jako ojczysty język ukraiński, 1806 rosyjski, 525 krymskotatarski, 2 mołdawski, 1 bułgarski, 2 białoruski, 2 ormiański, a 19 inny. Według spisu ludności przeprowadzonego przez okupacyjne władze rosyjskie populacja wsi w 2014 wynosiła 2520 osób.